# Goffredo II di Donzy
Goffredo II di Donzy (Geoffroy II de Donzy in francese, Godefridus II de Donziaco in latino; metà dell'XI secolo – Donzy, 4 agosto dopo il 1100) è stato un nobile francese, conte di Chalon dal 1080 al 1097.

## Origine
Secondo il Recueil des chartes de l'abbaye de Cluny. Tome 4, Goffredo era figlio del signore di Donzy, Hewrve e della moglie, una discendente dei Vergy, sorella di Savaric di Vergy, come viene confermato dal documento n° XIII delle Preuves della Gallia christiana, in provincias ecclesiasticas distributa, Volume 4.

 Erveo I di Donzy, secondo il Recueil des Chartes de Cluny, tomus 3, era figlio del signore di Semur, Goffredo e di Matilde o Elisabetta di Chalon, che, secondo la Histoire de Chalon-sur-Saône, era sorella di Ugo I di Chalon, quindi figlia del Conte di Chalon, Lamberto di Digione e della Contessa di Chalon, Adele di Borgogna, che, secondo lo storico André Duchesne (1584-1640), considerato il padre della storiografia francese, nel suo Histoire généalogique de la maison de Vergy era la figlia del conte di Châlon, d'Autun, di Digione, di Beaune, di Vergy e d'Avalon, conte di Troyes e duca di Borgogna, Giselberto di Chalon e di Ermengarda di Borgogna, figlia del conte di Autun, conte di Auxerre, primo duca dei Burgundi prima col titolo di marchese e poi col titolo di duca di Borgogna ed infine conte di Troyes, Riccardo di Autun detto il Giustiziere, e di Adelaide (?-dopo il 14 luglio 929) figlia del conte di Auxerre e di Borgogna, Corrado II, della famiglia dei Guelfi e di Waldrada.

## Biografia
Goffredo viene citato in un documento, per la prima volta, nel nº 3348 del Recueil des chartes de l'abbaye de Cluny. Tome 4, assieme al padre Herve (miles, nomine Harveus) e ai fratelli (filiorum suorum, scilicet Raginaldi, Gaufredi, Arvei, Hugonis").
Secondo la Histoire de Chalon-sur-Saône, il conte di Chalon, Ugo II morì nel 1075, e fu sepolto nel prieuré de Paray-le-Monial, ordre de Saint-Benoît, mentre secondo altre fonti Ugo II, nel 1078, si recò nella penisola iberica, al seguito del duca di Borgogna, Ugo I, per combattere i Mori, dove, nell'anno successivo, morì.
Dato che Ugo II era morto senza lasciare discendenza, la contea fu richiesta da diversi pretendenti, ed in attesa di una decisione, nel 1078 la reggenza fu assunta dalla sorella di Ugo II, Adelaide di Chalon.

Nel 1080, la contea venne divisa tra due pretendenti: un nipote di Ugo II, il figlio di Adelaide di Chalon, Guido di Thiers, e un cugino di Ugo II e di Adelaide, Goffredo di Donzy, che ebbero entrambi il titolo di conte di Chalon.

Secondo la Histoire de Chalon-sur-Saône, Guido e Goffredo trovarono un accordo e si spartirono la contea; anche la Gallia christiana, in provincias ecclesiasticas distributa; Volume 4 conferma che Guido di Thiers governò la Contea di Chalon, dividendola con Goffredo di Donzy.
Anche una donazione fatta in quel periodo da Adelaide di Chalon (Domna comitissa Adheleidis Teudbaldi comitis filia) al monastero di Paray-le-Monial, come conferma il Cartulaire du prieuré de Paray-le-Monial, ordre de Saint-Benoît, fu autorizzata sia da Guido (domnus Wido de Tier filius eius) che da Goffredo (domnus Gaufredus Donzi).
Nel 1093, Guido e la moglie (Wido comes, cum uxore mea) fecero una donazione alla chiesa di Saint-Marcel-lès-Chalon, assieme a Goffredo (Gaufredus comes), come da documento nº 96 del Cartulaire du prieuré de Saint-Marcel-lès-Chalon.
Secondo la Histoire de Chalon-sur-Saône, Guido e Goffredo, in quegli anni, fecero altre donazione al monastero di Cluny e ad altri monasteri.
Nel 1096, Goffredo, dopo aver venduto la sua parte di contea al proprio zio, Savaric di Vergy, partì, al seguito di Goffredo di Buglione per la prima crociata; anche il documento n° XIII delle Preuves della Gallia christiana, in provincias ecclesiasticas distributa, Volume 4 conferma che nel 1096, Goffredo volendo prendere parte alla prima crociata e partire per Gerusalemme, vendette la sua parte di contea a suo zio, il fratello di sua madre, Savaric di Vergy.
Non si conosce l'anno esatto della morte di Goffredo, ma secondo le Mémoires concernant l'histoire civile et ecclésiastique d'Auxerre et de son ancien diocèse. T. 4, morì il 4 agosto di un anno imprecisato a Donzy, dove si era fatto monaco e si era ritirato in convento.

## Matrimonio e discendenza
Goffredo aveva preso moglie, di cui non conosciamo né il nome né gli ascendenti e aveva avuto discendenza come ci viene confermato dagli Annales de Bourgogne.

Guido dalla moglie aveva avuto tre figli:
- Rinaldo
- Guglielmo
- Erveo

### Fonti primarie
- (LA)  Monumenta Germaniae Historica, Scriptores, tomus III.
- (LA)  Recueil des Chartes de Cluny, tomus 4.
- (LA)  Recueil des Chartes de Cluny, tomus 3.
- (LA)  Cartulaire du prieuré de Saint-Marcel-lès-Chalon.
- (LA)  Cartulaire du prieuré de Paray-le-Monial, ordre de Saint-Benoît.
- (LA)  Mémoires concernant l'histoire civile et ecclésiastique d'Auxerre et de son ancien diocèse. T. 4.
- (LA)  Gallia christiana, in provincias ecclesiasticas distributa; Volume 4
- (FR)  Annales de Bourgogne.

### Letteratura storiografica
- René Poupardin, I regni carolingi (840-918), in «Storia del mondo medievale», vol. II, 1979, pp. 583–635
- Louis Halphen, Il regno di Borgogna, in «Storia del mondo medievale», vol. II, 1979, pp. 807–821
- (FR)  Histoire de Chalon-sur-Saône.
- (FR)  Histoire de Chalon-sur-Saône du VIIIème au XIIIème.
- (FR)  André Duchesne, Histoire généalogique de la maison de Vergy.